# Дел Дајно (Тревизо)
Дел Дајно је насеље у Италији у округу Тревизо, региону Венето.
Према процени из 2011. у насељу је живело 34 становника. Насеље се налази на надморској висини од 9 м.